# Kamrup Metropolitan
Kamrup Metropolitan, còn gọi là Guwahati Metropolitan, là một huyện thuộc bang Assam, Đông Bắc Ấn Độ.

### Khí hậu
| Dữ liệu khí hậu của Guwahati            | Dữ liệu khí hậu của Guwahati | Dữ liệu khí hậu của Guwahati | Dữ liệu khí hậu của Guwahati | Dữ liệu khí hậu của Guwahati | Dữ liệu khí hậu của Guwahati | Dữ liệu khí hậu của Guwahati | Dữ liệu khí hậu của Guwahati | Dữ liệu khí hậu của Guwahati | Dữ liệu khí hậu của Guwahati | Dữ liệu khí hậu của Guwahati | Dữ liệu khí hậu của Guwahati | Dữ liệu khí hậu của Guwahati | Dữ liệu khí hậu của Guwahati |
| Tháng                                   | 1                            | 2                            | 3                            | 4                            | 5                            | 6                            | 7                            | 8                            | 9                            | 10                           | 11                           | 12                           | Năm                          |
| --------------------------------------- | ---------------------------- | ---------------------------- | ---------------------------- | ---------------------------- | ---------------------------- | ---------------------------- | ---------------------------- | ---------------------------- | ---------------------------- | ---------------------------- | ---------------------------- | ---------------------------- | ---------------------------- |
| Cao kỉ lục °C (°F)                      | 30 (86)                      | 33 (91)                      | 38 (100)                     | 40 (104)                     | 38 (100)                     | 40 (104)                     | 37 (99)                      | 37 (99)                      | 37 (99)                      | 35 (95)                      | 32 (90)                      | 28 (82)                      | 40 (104)                     |
| Trung bình ngày tối đa °C (°F)          | 23 (73)                      | 25 (77)                      | 30 (86)                      | 31 (88)                      | 31 (88)                      | 31 (88)                      | 32 (90)                      | 32 (90)                      | 31 (88)                      | 30 (86)                      | 27 (81)                      | 24 (75)                      | 29 (84)                      |
| Tối thiểu trung bình ngày °C (°F)       | 10 (50)                      | 12 (54)                      | 15 (59)                      | 20 (68)                      | 22 (72)                      | 25 (77)                      | 25 (77)                      | 25 (77)                      | 24 (75)                      | 21 (70)                      | 16 (61)                      | 11 (52)                      | 19 (66)                      |
| Thấp kỉ lục °C (°F)                     | 5 (41)                       | 6 (43)                       | 6 (43)                       | 11 (52)                      | 16 (61)                      | 18 (64)                      | 20 (68)                      | 21 (70)                      | 20 (68)                      | 15 (59)                      | 10 (50)                      | 5 (41)                       | 5 (41)                       |
| Lượng Giáng thủy trung bình mm (inches) | 11.4 (0.45)                  | 12.8 (0.50)                  | 57.7 (2.27)                  | 142.3 (5.60)                 | 248.0 (9.76)                 | 350.1 (13.78)                | 353.6 (13.92)                | 269.9 (10.63)                | 166.2 (6.54)                 | 79.2 (3.12)                  | 19.4 (0.76)                  | 5.1 (0.20)                   | 1.717,7 (67.63)              |
| Nguồn: wunderground.com                 |                              |                              |                              |                              |                              |                              |                              |                              |                              |                              |                              |                              |                              |